# Philly Fed Index
Der Philly Fed Index gehört zu den wichtigen volkswirtschaftlichen Frühindikatoren für die wirtschaftliche Entwicklung in den Vereinigten Staaten und wird von der Federal Reserve Bank von Philadelphia veröffentlicht.

## Hintergründe
Der Philly Fed Index wurde erstmals im Mai 1968 veröffentlicht. Er errechnet sich über Umfrageergebnisse unter Unternehmen über die Entwicklung der Auftragseingänge, Absatzzahlen, Lagerbestände, Preise, Mitarbeiterzahlen und finanziellen Verbindlichkeiten. Während ein negativer Indexwert ein Indiz für einen zukünftigen Wirtschaftsabschwung darstellen, stehen positive Indexwerte für angenommene positive Konjunkturentwicklungen.